# Jacques Martin de Bourgon
Pour les articles homonymes, voir Jacques Martin et Martin.
Jacques Martin de Bourgon, né le 7 juin 1742 au château de Bourgon à Ventouse (Charente), mort le 23 octobre 1820 à Angoulême (Charente), est un général de brigade de la Révolution française.

## États de service
Il entre en service le 3 septembre 1750, en qualité d’enseigne dans le régiment de Bourgogne-infanterie, et il y devient lieutenant le 27 avril 1754. En 1758, il participe au siège de Louisbourg, où il est fait prisonnier. Libéré, il reçoit son brevet de capitaine le 11 août 1758, et en 1759, il sert en Corse.
Le 18 août 1772, il est nommé lieutenant-colonel au régiment de la Guadeloupe, et il est fait chevalier de Saint-Louis le 4 novembre 1774. Le 4 novembre 1776, il est élevé au grade de colonel, et en 1778, il sert sous les ordres du comte d’Estaing lors de la bataille de Sainte-Lucie le 15 décembre 1778.
Le 10 juin 1780, il est nommé lieutenant de roi des forts Bourbon et Saint-Louis à la Martinique, et le 1er mars 1781, il devient gouverneur de la Dominique. En 1784, cette colonie étant remise aux Anglais, conformément au Traité de Paris, il passe commandant en second à la Martinique. 
Il est promu maréchal de camp le 11 août 1788, et le 14 juin 1789, il est nommé gouverneur de Cayenne et de la Guyane. Il est de retour en France le 9 juin 1791, et il obtient sa retraite le 10 août 1792.
En 1820, il est président du comité de l’association paternelle des chevaliers de Saint-Louis, à Angoulême.
Il meurt le 23 octobre 1820 dans cette ville.

## Sources
- Pierre Jullien de Courcelles, Dictionnaire historique et biographique des généraux français : depuis le onzième siècle jusqu'en 1822, Tome 3, l’Auteur, 1821, 494 p. (lire en ligne), p. 152.
- Jacques Martin de Bourgon  sur roglo.eu